# Rekareka
Rekareka, anomenat abans Tehuata, és un atol de les Tuamotu, a la Polinèsia Francesa. Depèn administrativament d'Amanu, comuna associada a la comuna d'Hao. Està situat a 720 km a l'est de Tahití, i l'illa més propera és Tauere a 70 km al sud-est.

## Geografia
És un atol petit, amb una superfície terrestre de 2,66 km² més 1,76 km² d'esculls. La llacuna interior de 0,74 km² és tancada sense cap pas.
És deshabitat i sense infraestructures.

## Història
Va ser descobert, el 1606, per Pedro Fernández de Quirós que l'anomenà La Sagitaria. En aquell temps era habitada i els natius portaven unes enormes llances. Com que és en un paral·lel similar a Tahití, durant un temps s'identificà aquesta illa amb la Sagitària de Quirós. També s'ha conegut amb el nom de Bonne Esperance o Good Hope.